# Епархия Сан-Анджело
Епархия Сан-Анджело (лат. Dioecesis Angeliana) — епархия Римско-Католической церкви в городе Сан-Анджело, штат Техас, США. Епархия Сан-Анджело входит в митрополию Сан-Антонио. Кафедральным собором епархии Сан-Анджело является Собор Святейшего Сердца Иисуса.

## История
16 октября 1961 года Римский папа Иоанн XXIII издал буллу «Qui Dei consilio», которой учредил епархию Сан-Анджело, выделив её из епархий Амарилло, Остина, Далласа-Форт-Уэрта и Эль-Пасо.
25 марта 1983 года епархия Сан-Анджело передала часть своей территории новой епархии Лаббока.

## Ординарии епархии
- епископ Томас Джозеф Дрюри[англ.] (30.10.1961 — 19.07.1965) — назначен епископом Корпус-Кристи
- епископ Томас Амброзий Тщип[англ.] (12.01.1966 — 27.08.1969) — назначен епископом Далласа
- епископ Стивен Алоизиус Левен[англ.] (20.10.1969 — 24.04.1979)
- епископ Джозеф Энтони Ференца[англ.] (04.09.1979 — 06.12.1984) — назначен епископом Галвестона — Хьюстона
- епископ Майкл Дэвид Пфайфер[англ.] (31.05.1985 — 12.12.2013)
- епископ Майкл Джеймс Сис[англ.] (с 12.12.2013)

## Источник
- Annuario Pontificio, Libreria Editrice Vaticana, Città del Vaticano, 2003, ISBN 88-209-7422-3
- Булла Qui Dei consilio, AAS 54 (1962), стр. 689  (лат.)